# Río Cisnes
El río Cisnes es un curso de agua que fluye en la Región de Aysén, Chile. Tiene su comienzo en la unión de varios cursos de agua que se desprenden de los Andes Patagónicos por el sector fronterizo. Su curso es casi constante de este a oeste hasta su desembocadura en la bahía de Puerto Cisnes, en el canal Puyuhuapi, que es el océano Pacífico.
Su hoya hidrográfica limita al norte con la del río Palena en su curso superior y medio y con la del río Queulat en su curso inferior. Al sur limita con la cuenca del lago Yulton y con la cuenca del río Aysén, ambos en Chile. Su cuenca superior está completamente en Chile, pero se ubica entre dos afluentes del argentino río Senguerr: el río Genoa por el norte y el Senguerr mismo (lagos La Plata y Fontana) por el sur.
Está inmerso en la cuenca número 111 del inventario de cuencas de Chile, que incluye varias otras. Geológicamente, se asienta sobre la formación Río Frías.

## Trayecto
El origen del río se encuentra en la confluencia de varios arroyos que nacen al pie del cordón limítrofe con forma de una U tendida formada principalmente por los cerros Cumbre Negra (1982), Mineral (2014 m) y Mogote (1809 m) por el sur, el cerro Central (1150 m) en el extremo este y el cerro Steffen (2200 m), cerro Pan de Azúcar (1800 m) y el cerro Cacique Blanco (2100 m) por el norte que junto a otros constituyen la divisoria de aguas y el límite internacional.
Entre los arroyos formativos se encuentran el estero Perdidos, el arroyo Los Patos y el arroyo Grande.
Por su ribera norte recibe a los afluentes estero Los Patos, estero La Turbina y el río Cáceres. Siguiendo su curso hacia el oeste recibe por el sur el estero Solís, emisario del lago homónimo. Aguas abajo recibe al río Moro y a 90 km de su inicio recibe por el norte al río de las Torres. Solo 5 km antes de su desembocadura recibe el río Cisnes a su principal tributario, el río Picacho que se añade por el sur.
El río recorre un total de 160 km y drena un área de 5196 km² (Niemeyer 5512 km²), entre múltiples accidentes: gargantas, saltos, rápidos y rocas caídas hasta desembocar en el canal Puyuhuapi, frente a la isla Magdalena (Aysén).
Es navegable en sus últimos 12 km por embarcaciones pequeñas.

## Caudal y régimen
Hans Niemeyer escribe sobre su fuerza:: 524 
El régimen del río Cisnes está condicionado fundamentalmente por las lluvias en sus cursos medio e inferior. En el curso superior, en cambio, posee un régimen mixto. En la desembocadura los gastos máximos se producen en mayo y junio, con valores cercanos a 700 m3/s.
|  |  |

El caudal del río (en un lugar fijo) varía en el tiempo, por lo que existen varias formas de representarlo. Una de ellas son las curvas de variación estacional que, tras largos periodos de mediciones, predicen estadísticamente el caudal mínimo que lleva el río con una probabilidad dada, llamada probabilidad de excedencia. La curva de color rojo ocre (con {\displaystyle {\color {Red}\vartriangle }}) muestra los caudales mensuales con probabilidad de excedencia de un 50%. Esto quiere decir que ese mes se han medido igual cantidad de caudales mayores que caudales menores a esa cantidad. Eso es la mediana (estadística), que se denota Qe, de la serie de caudales de ese mes. La media (estadística) es el promedio matemático de los caudales de ese mes y se denota {\displaystyle {\overline {Q}}}. 
Una vez calculados para cada mes, ambos valores son calculados para todo el año y pueden ser leídos en la columna vertical al lado derecho del diagrama. El significado de la probabilidad de excedencia del 5% es que, estadísticamente, el caudal es mayor solo una vez cada 20 años, el de 10% una vez cada 10 años, el de 20% una vez cada 5 años, el de 85% quince veces cada 16 años y la de 95% diecisiete veces cada 18 años. Dicho de otra forma, el 5% es el caudal de años extremadamente lluviosos, el 95% es el caudal de años extremadamente secos. De la estación de las crecidas puede deducirse si el caudal depende de las lluvias (mayo-julio) o del derretimiento de las nieves (septiembre-enero).

## Historia
El jesuita José García Alsué había explorado la zona costera en 1766 y 1767. 
En 1873, Simpson cartografió la costa de la región y envió una expedición aguas arriba del río Aysén que presumiblemente llegó hasta el meridiano 72° 30' W.: 78 
Entre diciembre de 1897 y junio de 1898, Hans Steffen se internó desde la desembocadura del río Cisnes hacia el oriente explorando la zona hasta llegar a las pampas del Senguer.: 91 
El cauce superior del río Cisnes había sido explorado desde Argentina dos años antes hasta el cerro de la Mesa y se le denominó río Frias: 522 . Hans Steffen pudo deducir que el río descrito en las vagas y cortas descripciones del informe argentino, era el río Cisnes.: 91 
Luis Risopatrón lo describe en su Diccionario jeográfico de Chile (1924):: 219 
Cisnes (Río), Tiene uno 700 km² de terrenos planos con pastos, agua y vegas en su parte norte de sus nacimientos, a 750 m de altitud media, mientras que la parte sur es boscosa; corre hacia el W, con aguas limpias i una especie de trucha de esquisito gusto, en un valle con vegetación sumamente tupida, en la que dominan los coihues, entre riberas bordeadas por enormes quilantos i pangales. Recibe caudalosos afluentes por uno i otro lado i una multitud de torrentes que se precipitan de las montañas vecinas; tiene angosturas que alternan con llanos boscosos en los que se encuentran vastos trechos de montes de mañíos, vegas pantanosas i montecitos bajos de tepú i cipres i concluye por afluir, en un canal principal de 250 m de ancho i poderosa corriente, en el canal Cay, frente a la isla Magdalena. Su largo alcanza a 155 kilómetros, su hoya hidrográfica a 3340 km² i su caudal medio a unos 50 m³ de agua por segundo; las mareas alcanzan a unos 10 km de su curso. Fue bautizado con aquel nombre por Simpson en 1873, por haber muerto algunos cisnes en su desembocadura.
Risopatrón informa también sobre algunos accidentes geográficos en su lecho:
Primer (Saltón). 44°47' 72° 30' Es el conjunto de rápidos i caidas de agua, de poco menos de 1 kilómetro de largo, entre orillas obstruidas por un caos de peñascos altos, que se encuentra inmediatamente aguas arriba de El Portón, en el curso inferior del rio Cisnes. 111, n, p. 203 i carta de Steffen (1909).
Tercer (Saltón) 44° 44' 72° 25' Tiene las proporciones de una catarata i en él el rio Cisnes se precipita al través de un peñascal formidable que atraviesa su lecho i continúa en la orilla derecha, al pié de un cerrito de forma de pirámide truncada, aguas abajo de la Primera Angostura. 111, ir, p. 205 i 206 i mapa de Steffen (1909).
Primera (Angostura). 44° 43' 72° 22' Tiene 300 m de largo i se encuentra en el curso inferior del rio Cisnes, hácia el W del cerro Redondo; su entrada inferior está señalada por una caida de 5 a 6 m i en sus orillas se alzan murallas de rocas, cortadas a pique, de carácter granítico. 111, ii, p. 207 i carta de Steffen (1909); i Angostura en 134; i 156.